# Ekvationsled
Ekvationsled syftar inom matematiken antingen på en ekvations vänsterled (förkortat V.L.) eller högerled (förkortat H.L.). Med vänsterled menas uttrycket som står till vänster om likhetstecknet i en ekvation och med högerled menas det som står till höger om likhetstecknet.
Termerna vänster- och högerled används även om olikheter, då de helt enkelt syftar på uttrycken på de olika sidorna om olikhetstecknet. I ekvationer är vänster- och högerled utbytbara eftersom {\displaystyle a=b} är samma sak som {\displaystyle b=a}, något som inte gäller i olikheter.

## Exempel
I {\displaystyle x+y=10} är {\displaystyle x+y} vänsterled och 10 högerled.
I {\displaystyle y''-5y'+y=1} är {\displaystyle y''-5y'+y} vänsterled och 1 högerled.

## Homogena och inhomogena ekvationer
I samband med differential- och integralekvationer studeras homogena ekvationer, vilket helt enkelt är en ekvation där högerledet är noll. I en inhomogen ekvation är högerledet nollskilt. Samma begrepp kan användas för linjära ekvationssystem.
Ett typfall för en homogen ekvation är en operator T och en ekvation {\displaystyle Tf=0} som ska lösas för f. Ett exempel på en inhomogen ekvation är {\displaystyle Lf=g} för ett givet g som löses för f.